# Placidium velebiticum
Placidium velebiticum är en lavart som först beskrevs av Alexander Zahlbruckner, och fick sitt nu gällande namn av Breuss. Placidium velebiticum ingår i släktet Placidium och familjen Verrucariaceae.   Inga underarter finns listade i Catalogue of Life.